# Hoconuco Alto
Hoconuco Alto es un barrio ubicado en el municipio de San Germán en el estado libre asociado de Puerto Rico. En el Censo de 2010 tenía una población de 572 habitantes y una densidad poblacional de 64,52 personas por km².

## Geografía
Hoconuco Alto se encuentra ubicado en las coordenadas 18°8′37″N 67°0′46″O / 18.14361, -67.01278. Según la Oficina del Censo de los Estados Unidos, Hoconuco Alto tiene una superficie total de 8.87 km², que corresponden a tierra firme.

## Demografía
Según el censo de 2010, había 572 personas residiendo en Hoconuco Alto. La densidad de población era de 64,52 hab./km². De los 572 habitantes, Hoconuco Alto estaba compuesto por el 85.84% blancos, el 5.77% eran afroamericanos, el 0.17% eran asiáticos, el 5.94% eran de otras razas y el 2.27% pertenecían a dos o más razas. Del total de la población el 99.83% eran hispanos o latinos de cualquier raza.